# Saray Khumalo
Saray Khumalo, née en 1971 ou 1972, est une cheffe d'entreprise et une alpiniste sud-africaine, d'origine zambienne. C'est la première femme noire à avoir conquis l'Everest.

## Biographie
Elle est née en Zambie en 1971 ou 1972, et est maintenant sud-africaine.
En 2012, Saray Khumalo fonde Summits with a Purpose, organisation à but non lucratif, pour rendre la randonnée, l'escalade et les sports d'aventure plus accessibles. Passionnée par l'alpinisme, elle s'est aussi fixée comme défi personnel de gravir les plus hauts sommets, tout en étant cadre dans un organisme financier d'Afrique du Sud. 
Elle gravit successivement dans les années 2010 le Kilimandjaro en Tanzanie, l’Aconcagua en Argentine et le mont Elbrouz en Russie. En parallèle, elle se fixe comme objectif de gravir l'Everest.Sa première tentative pour l'Everest date de 2014, en compagnie de Sibusiso Vilane, mais elle doit renoncer, toutes les cordées en route vers le sommet ayant été contraintes de rebrousser chemin après des avalanches meurtrières,,.
En 2015, une deuxième tentative doit être annulée après un tremblement de terre secouant le Népal. En 2017, elle renonce à quelques mètres du sommet, en raison d’engelures, et de la puissance des vents,,. Une nouvelle tentative en 2019 est la bonne. Elle devient ainsi la première femme noire à réussir cette ascension et le succès est salué par un tweet du président sud-africain Cyril Ramaphosa,.

## Principales ascensions réalisées
- Aconcagua (Argentine) en 2015[2]
- Kilimanjaro (Tanzanie) en 2012[11]
- Elbrouz (Russie) en 2014[11]
- Everest (Nepal) en 2019[11]
- Mont McKinley (Etats-Unis) en 2022[2]
- Massif Vinson (Antarctique) en 2022[2]
- Mont Kosciuszko (Australie) en 2023